# Koșakovski, Kameanka-Buzka
Koșakovski (în ucraineană Кошаковські) este un sat în comuna Starîi Dobrotvir din raionul Kameanka-Buzka, regiunea Liov, Ucraina.

## Demografie
Componența lingvistică a localității Koșakovski
     Ucraineană (100%)
Conform recensământului din 2001, toată populația localității Koșakovski era vorbitoare de ucraineană (100%).